# Matagaia
Matagaia is een geslacht van spinnen uit de familie springspinnen (Salticidae).

## Soorten
De volgende soorten zijn bij het geslacht ingedeeld:
- Matagaia chromatopus Ruiz, Brescovit & Freitas, 2007